# 나바브

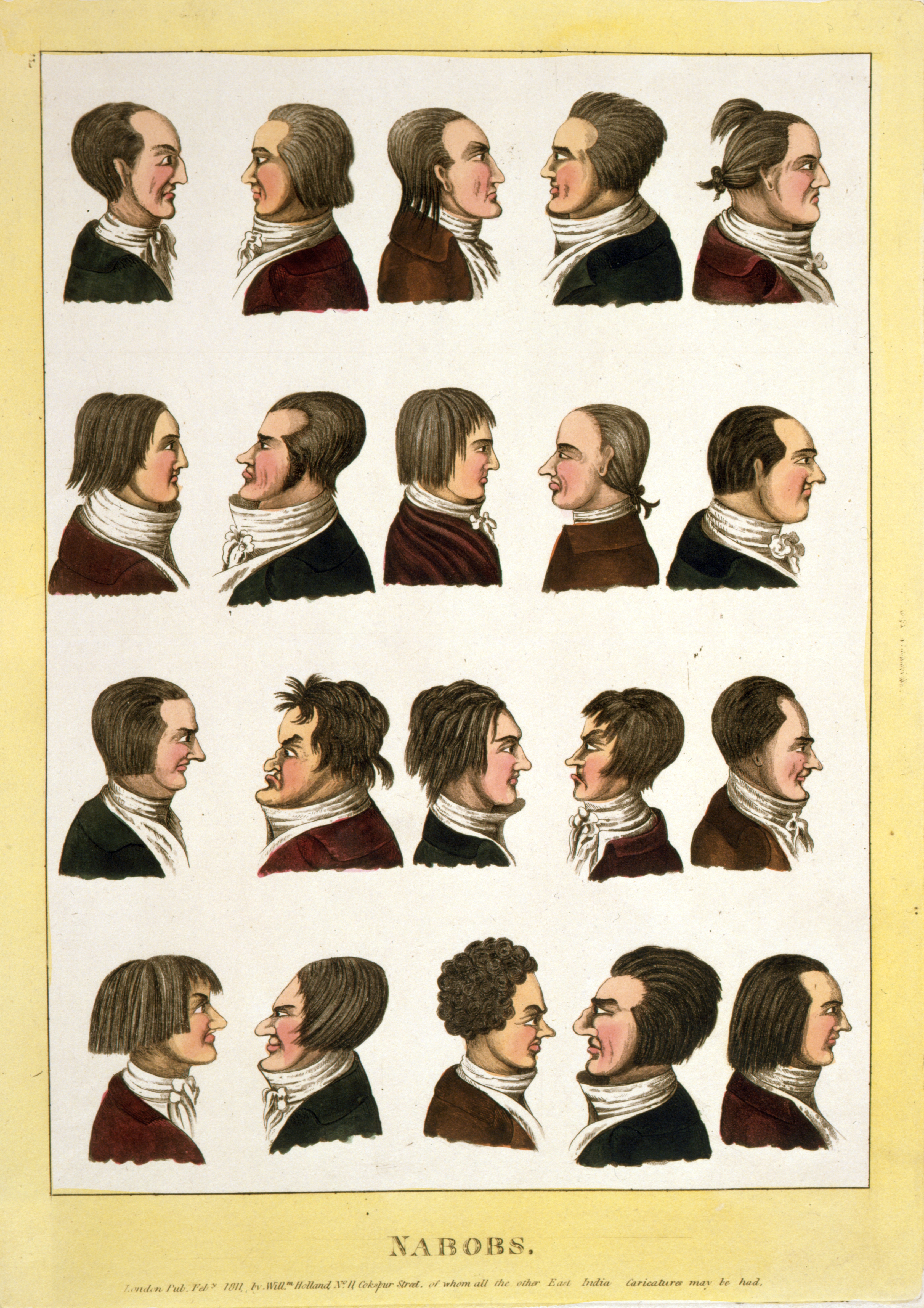

나바브(영어: Nabob)는 인도의 칭호 나와브를 벵골식으로 발음한 것으로, 본래 인도에서는 부지사 또는 부왕을 말하는 것이었으나, 이들의 부패행위에서 기인하여 인도에서 돈을 벌어 본국으로 되돌아가 부를 과시한 사람을 뜻하는 말로 변질되었다. 특히 동인도 회사 직원 중 부정한 교역이나 기타 방법으로 부를 축적한 사람들에게 붙여진 별칭으로 주로 쓰여졌다.

## 같이 보기
- 나와브